# مثبط سي1
مثبط سي1 (بالإنجليزية: C1-inhibitor) هو بروتين مانع أو مثبط ينتمي إلى فصيلة بروتينات السربين. وظيفته الرئيسية هي تثبيط النظام مكملًا لمنع تفعيل عفوية. يؤدي خلل هذا البروتين إلى إنتاج كمية قليلة، أو معيوبة، من البروتين.

## الوظيفة
وظيفة بروتين مثبط سي1 تعد هامة في تحقيق التوازن بين التفاعلات البيوكيميائية في بروتينات الدم والتي تضطلع بدور هام وجوهري في عمليات التهابية، في عمليات مناعية وفي تخثر الدم. عندما تقل كمية المثبط C1، أو عندما يحدث فيه خلل ما، فهذا يؤدي إلى اختلال التوازن الذي يؤدي، بالتالي، إلى زيادة تفعيل هذا النظام وإلى ازدياد قدرة السوائل على الانتقال من الاوعية الدموية إلى الانسجة – عملية تكون الوذمة.

## وصلات إضافية
- The ميروبس  [لغات أخرى]‏ online database for peptidases and their inhibitors: I04.024 نسخة محفوظة 31 أكتوبر 2021 على موقع واي باك مشين.
- B02AB03‏ (منظمة الصحة العالمية)